# Фрактальные антенны

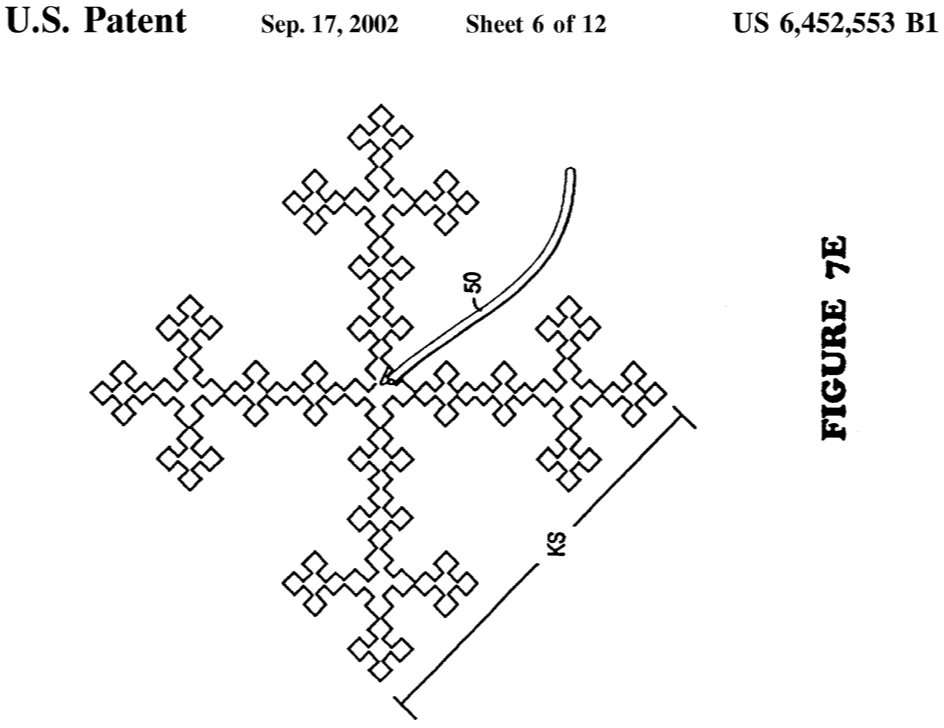
Пример фрактальной антенны на основе пространственно заполняющей кривой Минковского

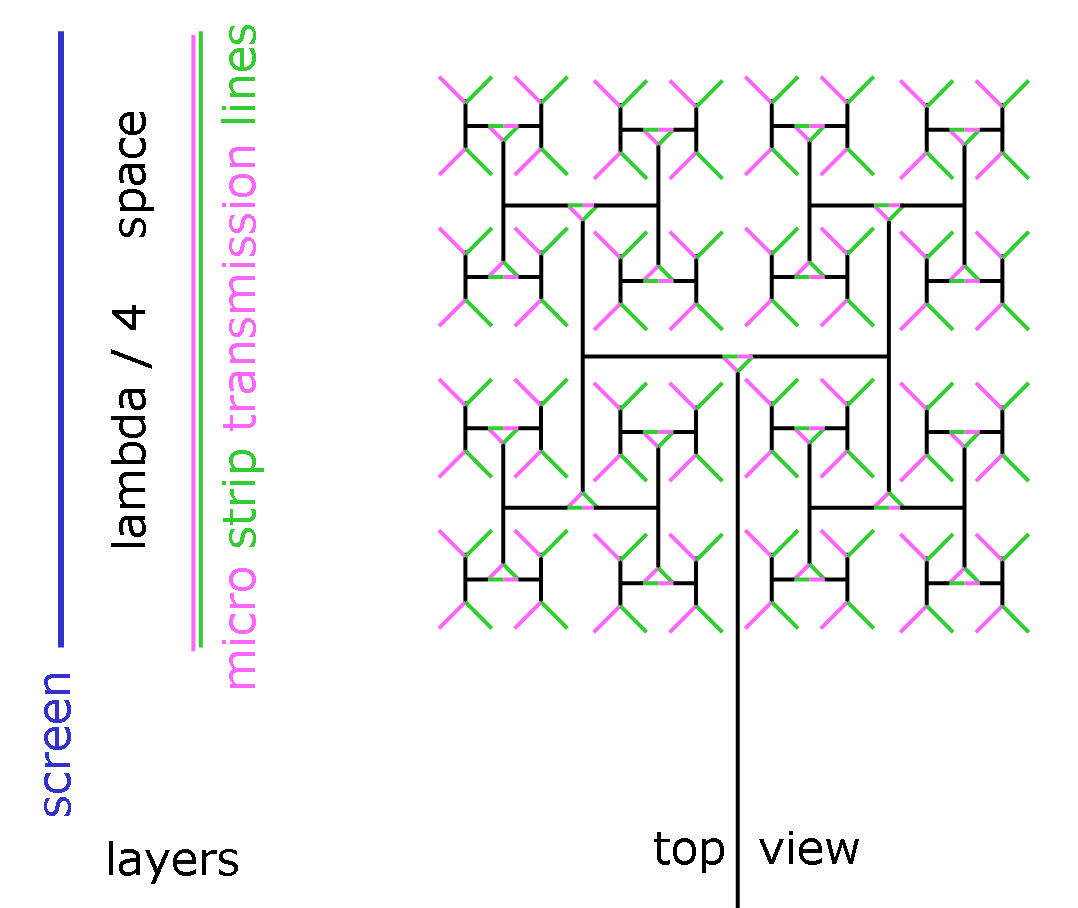
Древовидная фрактальная антенна (H-дерево)

Фрактальные антенны — это антенны, в конструкции которых использованы фрактальные или квазифрактальные структуры, чтобы максимизировать их эффективную длину либо увеличить периметр. При этом используются материалы, которые могут принимать или излучать электромагнитные волны в пределах данной общей площади поверхности или объёма.

## История
Использование фрактальной геометрии при проектировании антенных устройств было впервые применено американским инженером Натаном Коэном, который тогда жил в центре Бостона. Чтобы обойти запрет на установку внешних антенн на зданиях, Натан вырезал из алюминиевой фольги фигуру в форме кривой Коха и наклеил её на лист бумаги, затем присоединил к приёмнику.
В дальнейшем Коэн основал собственную компанию и наладил серийный выпуск своих антенн. C тех пор теория фрактальных антенн продолжает интенсивно развиваться.

## Свойства
Преимуществом фрактальных антенн является их многодиапазонность и широкополосность при сравнительно меньших размерах. В качестве квазифрактальных структур могут использоваться треугольник Серпинского, ковёр Серпинского, кривые Коха, Минковского, Гильберта, Серпинского, Пеано и др. Соответствующие антенны выполняют в виде печатных, щелевых или проводных конструкций.
3D-варианты указанных фрактальных структур могут служить основой для реализации проводных или диэлектрических антенн.